# Sainte-Marie-aux-Chênes
Sainte-Marie-aux-Chênes é uma comuna francesa na região administrativa de Grande Leste, no departamento de Mosela. Estende-se por uma área de 10,19 km², com 3 328 habitantes, segundo os censos de 1999, com uma densidade de 326 hab/km².